# Хенешешть (Пояна-Вадулуй, Алба)
Хенешешть, Хенешешті (рум. Hănășești) — село у повіті Алба в Румунії. Входить до складу комуни Пояна-Вадулуй.
Село розташоване на відстані 333 км на північний захід від Бухареста, 65 км на північний захід від Алба-Юлії, 71 км на південний захід від Клуж-Напоки, 143 км на північний схід від Тімішоари.

## Населення
За даними перепису населення 2002 року у селі проживали 93 особи, усі — румуни. Усі жителі села рідною мовою назвали румунську.